# Richard Alexander Fullerton Penrose, Jr.

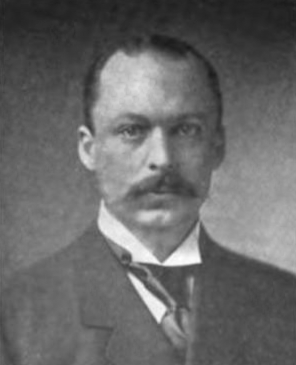
Richard Alexander Fullerton Penrose Jr. (1909)

Richard Alexander Fullerton Penrose, Jr. (* 17. Dezember 1863; † 31. Juli 1931) war ein amerikanischer Geologe und Unternehmer.
Richard Alexander Fullerton Penrose, Jr., während seiner Karriere besser bekannt als R.A.F. Penrose, jr., graduierte 1885 in Harvard mit einer Arbeit über Phosphate. Nach der Graduierung unternahm er bis 1892 geologische Kartierungen in Texas und Arkansas, um das Land dann als Prospektor zu bereisen. Die bekannteste Arbeit, die aus dieser Tätigkeit erwuchs, war seine Untersuchung des Cripple Creek in Colorado, die er im Auftrag des U.S. Geological Survey (USGS) durchführte.
Penrose war eine Person von hoher persönlicher Integrität, so dass er während seiner Tätigkeit als Angestellter des USGS keine Ankäufe von Land oder Bergbaukonzessionen in seinem Untersuchungsgebiet tätigte. Dies tat er jedoch während dieser Zeit an anderen Orten. So kaufte er etwa Silber- und Kupferminen in Arizona. Nach dem Tod seines Vaters im Jahre 1908 wechselte Penrose sein Betätigungsfeld und wurde ein erfolgreicher Unternehmer und Investor nicht nur auf dem Gebiet des Bergbaus. Auf diesem Gebiet profitierte er jedoch besonders von seiner Erfahrung als Geologe.
Nachdem Penrose zu beträchtlichem Reichtum gekommen war, stiftete er 1927 die Penrose-Medaille der Geological Society of America (GSA). Er war ein aktives Mitglied in dieser geologischen Gesellschaft: in die Gesellschaft aufgenommen im Jahr 1889, saß er zwischen 1924 und 1916 im Vorstand der GSA, war 1919 ihr Vizepräsident, Mitglied des Finanzausschusses zwischen 1924 und 1929 sowie schließlich Präsident im Jahr 1930. Nach ihm ist auch die Penrose-Goldmedaille benannt.
Mit seinem Tod im Jahr 1931 hinterließ er der Gesellschaft ein großzügiges Erbe, indem er nach Abzug aller sonstigen Verbindlichkeiten sowohl der GSA als auch der American Philosophical Society in Philadelphia jeweils eine Summe von nahezu 4 Millionen Dollar hinterließ. Diese Stiftung dient auch heute noch zur Finanzierung des Stipendienprogramms der GSA.
Wegen seiner Erfolge in der Mineralogie wurde das Mineral Penroseit nach ihm benannt.